# Mod wsgi
mod_wsgi ist ein Modul für den Apache-HTTP-Server, das die Ausführung von Python-Programmen durch den Webserver ermöglicht. Mod_wsgi implementiert die allgemeine Schnittstelle WSGI (Web Server Gateway Interface) zwischen Webserver und Python-Umgebung.

## Ziele
- Hohe Ausführungsgeschwindigkeit,
- Einfache Nutzbarkeit von WSGI und
- Einsetzbarkeit auf gemeinsam genutzten Servern.

## Technik
Das Modul mod_wsgi kann ausgeführt werden:
- eingebettet in den Apache HTTP Server (höherer Durchsatz) oder
- als eigener Systemdienst (daemon), erlaubt klare Trennung vom Webserver.

Der Daemon-Mode erlaubt außerdem, jeden Prozess mit einem anderen Nutzerkonto auszuführen, was eine wichtige Sicherheitsmaßnahme bei gemeinsam genutzten Webservern darstellt. Das ist, neben der nativen Implementierung von WSGI, ein wesentlicher Vorteil gegenüber mod_python.
Programmiert ist mod_wsgi in der Programmiersprache C. Aufgrund der Effizienz dieser Sprache und des Wegfalls einer WSGI-Vermittlungsschicht ist der Speicherbedarf geringer und die Ausführungsgeschwindigkeit höher als bei WSGI-Adaptern für mod_python oder bei alternativen FastCGI-, SCGI-, CGI- oder Proxy-basierten Lösungen.
Voraussetzung für den Betrieb ist Apache HTTP Server in den Versionen 1.3, 2.0 oder 2.2 sowie Python 2.3 oder neuer.